# 派恩羅克鎮區 (伊利諾伊州奧格爾縣)
派恩羅克鎮區（英語：Pine Rock Township）是位於美國伊利諾伊州奧格爾縣的一個行政鎮區。

## 地方資料
根據2010年美國人口普查的數據，派恩羅克鎮區的面積為99.10平方千米，當中陸地面積為99.00平方千米，而水域面積為0.10平方千米。當地共有人口946人，而人口密度為每平方千米9.55人。